# ابن ماهان
علی بن عیسی بن ماهان معروف به ابن ماهان (مق ۱۹۵ق/۸۱۱م)، از امیران و فرمانروایان ایرانی‌تبار نامدار دورهٔ نخستین حکومت عباسیان بود که مدتی از سوی هارون‌الرشید حکومت ناحیهٔ خراسان را در دست داشت. پدرش عیسی بن ماهان که از موالی بنی خزاعه بود، در آغاز از زمرهٔ یاران ابومسلم به‌شمار می‌رفت، ولی چندی بعد از او گسست و جانب ابوالعباس سفاح، نخستین خلیفهٔ عباسی، را گرفت و زمانی که قدرت ابومسلم در خراسان رو به افزایش بود، به توطئه برضد او و اطرافیانش اقدام کرد و حتی به اغوای خلیفه، مردم را بر وی شورانید، لیکن چندی نگذشت که به امر ابومسلم کشته شد. علی بن عیسی به لحاظ سوابق پدرش، از زمان جوانی مورد اعتماد خلفا بود و مناصب دیوانی را تا مقامات عالی به دست آورد.
ابن ماهان در زمان هارون الرشید با سپاهی ۱۰۰۰۰ نفره به خراسان رفت و پس از سرکوبی شورشیان حاکم خراسان شد. رفتار بد وی با مردم به ویژه علویان باعث گشت مردم از او نفرت داشته باشند. تدابیر خوب وی در جنگ باعث شد مورد اطمینان هارون شود بعد از قتل‌عام برمکیان او ابراهیم بن محمد و علی بن جعفر را که از بزرگان و دوستاران مذهب شیعه بودند به زندان انداخت. او بعداً حکومت خراسان را به مأمون فرزند هارون سپرد وخود رهسپار بغداد گشت و دوباره با لشگریان ۷۰۰۰۰ نفری به دستور محمد امین برای نبرد با طاهر بن حسین به خراسان لشکر کشید اما شکست خورد و سرش را از تنش جدا کرده و تنش را جلوی سگان انداختند.